# Commissione dei Ricorsi
La Commissione dei Ricorsi è, nell'ordinamento della Repubblica italiana, un organo di giurisdizione proprio del diritto industriale e per la tutela dei brevetti e dei marchi.

## Natura
La Commissione dei Ricorsi è competente a giudicare contro i provvedimenti dell'Ufficio italiano brevetti e marchi che respingono totalmente o parzialmente una domanda o istanza ai sensi dell'art. 135 del Codice della proprietà industriale, D.lgs 10 febbraio 2005, n. 30.
La corte costituzionale ha definito questo organo non incompatibile con l'art 102 Costituzione trattandosi di una «giurisdizione esclusiva» e speciale, in quanto anteriore all'entrata in vigore della Costituzione.

## Composizione
I componenti sono magistrati di grado non inferiore a quello di Consigliere d’appello o tra i professori di materie giuridiche delle università o degli istituti superiori dello Stato e sono nominati con decreto del Ministro dello Sviluppo Economico. Ogni sezione si compone di un Presidente (e un presidente supplente), un relatore e otto membri.

## La procedura
La procedura è descritta nell'art 136 del Codice della proprietà industriale e in particolare è possibile dedurre sia l’incompetenza che la violazione di legge, ed anche l'eccesso di potere cioè i tre motivi di annullabilità tipici dell'atto amministrativo.
È stata introdotta anche la tutela cautelare e inoltre è stato ritenuto organo avente la potestà di sollevare rinvii pregiudiziali alla corte di giustizia della Unione Europea.

## Le decisioni della Commissione
Le decisioni della commissione devono essere motivate e sono ricorribili per cassazione o per revocazione.